# Ishaan Khatter
Ishaan Khattar (1 de noviembre de 1995). Ishanan Khattar es un actor indio que trabaja en películas hindi. Es el hijo de los también actores Rajesh Khattar y Neelima Azeem. Su primera aparición en la pantalla fue cuando era niño en la película de 2005 Vaah! Vida Ho Toh Aisi!, protagonizada junto a su medio hermano llamado Shahid Kapoor.
Khatter obtuvo su primer papel protagónico en el drama Beyonnd the Clous de Majid Majidi (2017), su actuación fue de traficante de drogas, esto le valió el premio al Mejor Debut Masculino. Su primer éxito comercial fue el drama romántico Dhadak (2018), y desde entonces ha protagonizado la miniserie británica A Suitable Boy (2020).

## Primeros años y antecedentes
Los padres de Khatter son los actores Neelima Azeem y Rajesh Khattar. tiene un medio hermano, Shahid Kapoor, hijo de Azeem el primer matrimonio con el actor Pankaj Kapur.   Khatter se considera como una persona que está orgulloso de sus valores de clase media. Khatter creció en un hogar lleno de cultura, cine y artes escénicas,trabajando para desarrollarse como artista.  Se educó en las  Escuela Jamnabai Narsee y la Secundaria Internacional Billabong, Juhu en Mumbai, India. Incluso el estudió danza en la  academia de Shiamak Davar, EE. UU.
Luego de su primera aparición en la pantalla en 2005 en la películaVaah! Vida Ho Toh Aisi!, protagonizada por Kapoor, Khatter trabajó  siendo asistente de dirección del director Abhishek Chaubey en Udta Punjab (2016) y Danish Renzu, película independiente Half Widow (2017).

## Carrera profesional

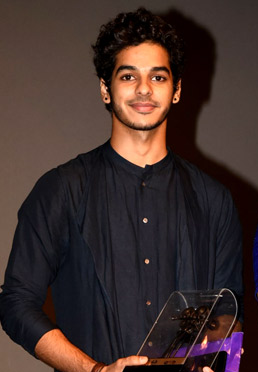
Khatter en 2017

El primer papel de Khatter siendo adulto fue en Más allá de las nubes (2017), dirigida por Majid Majidi (director), interpretando a Amir, un traficante de drogas. Su estrenó fue en el BFI London Film Festival y en cines en 2018. Tras una revisión a la película para The Hollywood Reporter, Deborah Young mencionó que "el notable carisma en la pantalla de Khatter es una buena promesa para su futura carrera". Khatter ganó el premio al Mejor Actor en el 5.º Festival Internacional de Cine del Bósforo y el premio al Mejor Debut Masculino.
Después Khatter actuó como el protagonista del drama romántico Dhadak  del director Shashank Khaitan (2018), e incluso en la película marathi Sairat (2016), coprotagonizada por Janhvi Kapoor. La historia trata de dos amantes jóvenes en una zona rural de Rajasthan que enfrentan a la oposición política a su relación debido a la discriminación de casta. Uday Bhatia de Mint criticó a Dhadak por carecer de la profundidad de la película original, pero hizo mención sobre que "una conmovedora [Khatter] que está en desacuerdo con la inclinación actual del cine hindi por los personajes masculinos malcriados e hiperactivos en pantalla". Por otro lado Shubhra Gupta de The Indian Express mencionó su disgusto de la película, pero destacó a Khatter como un intérprete "natural" y tomó nota de su "rostro móvil y expresivo". Con ganancias mundiales, Dhadak fue un éxito comercial.
Khatter fue el protagonista de la miniserie británica A Suitable Boy 2020, Mira Nair de la novela del mismo nombre en adaptación del director Vikram Seth. Emitiendose en seis partes de BBC One. Khatter se sintió atraído por el proyecto por su descripción sobre un amorió entre un hombre joven y mujer mayor, que esperaba el vestigio social de las relaciones. Hugo Rifkind de The Times vio que Khatter era "adecuadamente carismático y peligroso" en su papel. Ese mismo año, protagonizó la película de acción Khaali Peeli, junto a la actriz Ananya Panday, pero debido a la pandemia del COVID-19 fue estrenada en Zee Plex.
Khatter estará en la comedia de terror Phone Bhoo. Junto a la actriz Katrina Kaif y el actor Siddhant Chaturvedi. También se comprometió a protagonizar en la película de guerra Pippa como comandante de un tanque del ejército, sobre la guerra indo-paquistaní de 1971.

## Medios de comunicación
Khatter fue clasificado en The Times Most Desirable Men (Los hombres más deseables de Times), en el puesto 27 en el 2018, en el puesto 32 en 2019, y por último, en el puesto 25 en 2020.

## Filmografía
| Año  | Película                | Rol                          | Notas                                 | Ref.   |
| ---- | ----------------------- | ---------------------------- | ------------------------------------- | ------ |
| 2005 | Vaah! Life Ho Toh Aisi! | Ishaan                       |                                       |        |
| 2016 | Udta Punjab             | Sin nombre                   | Cameo; también asistente de dirección | [ 27 ] |
| 2017 | Half Widow              | –                            | Asistente de dirección                | [ 28 ] |
| 2017 | Beyond the Clouds       | emir                         |                                       |        |
| 2018 | Dhadak                  | Madhukar bagla               |                                       |        |
| 2020 | un chico adecuado       | maan kapoor                  | Miniserie de televisión               |        |
| 2020 | Khaali Peeli            | Banda Blackie                |                                       |        |
| 2021 | Don't Look Up           | Raghav Manavalan             | Cameo                                 |        |
| 2022 | Phone Bhoot             | Galileo «Gullu» Parthasarthy |                                       | [ 29 ] |
| 2023 | Fursat                  | Nishu                        | Cortometraje                          |        |
| 2023 | Pippa                   | Brigadier Balram Singh Mehta |                                       | [ 30 ] |
|      |                         |                              |                                       |        |

## Premios y nominaciones
| Año  | Otorgar                                                  | Categoría                          | Película                       | Resultado | Referencia |
| ---- | -------------------------------------------------------- | ---------------------------------- | ------------------------------ | --------- | ---------- |
| 2017 | Festival Internacional de Cine del Bósforo               | Mejor actor                        | Mas alla de las nubes          | Ganador   | [ 9 ]      |
| 2018 | Premios de pantalla                                      | Mejor debut masculino              | Dhadak / Más allá de las nubes | Ganador   | [ 31 ]     |
| 2019 | Premios Zee Cine                                         | Mejor debut masculino              | Dhadak / Más allá de las nubes | Ganador   | [ 32 ]     |
| 2019 | Premios Filmfare                                         | Mejor debut masculino              | Mas alla de las nubes          | Ganador   | [ 33 ]     |
| 2019 | Premios de la Academia Internacional de Cine de la India | Debut estrella del año - Masculino | Dhadak                         | Ganador   | [ 34 ]     |